# Diocesi di Nanyang
La diocesi di Nanyang (in latino Dioecesis Naniamensis) è una sede della Chiesa cattolica in Cina suffraganea dell'arcidiocesi di Kaifeng. Nel 1950 contava 22.807 battezzati su 4.025.000 abitanti. La sede è vacante.

## Territorio
La diocesi comprende per intero la città-prefettura di Nanyang, nella parte occidentale della provincia cinese dello Henan.
Sede vescovile è la città di Nanyang, dove si trova la cattedrale di San Giuseppe.

## Storia
Il vicariato apostolico di Honan fu eretto nel 1844, ricavandone il territorio dalla diocesi di Nanchino (oggi arcidiocesi).
Il 1º settembre 1882, in forza del breve Quae in commoditatem di papa Leone XIII, cedette porzioni del suo territorio a vantaggio dell'erezione del vicariato apostolico di Honan Settentrionale (oggi diocesi di Jixian) e nel contempo assunse il nuovo nome di vicariato apostolico di Honan Meridionale.
Il 15 maggio 1906 e il 21 settembre 1916 cedette altre porzioni di territorio a vantaggio dell'erezione rispettivamente della prefettura apostolica di Honan Occidentale (oggi diocesi di Zhengzhou) e del vicariato apostolico di Honan Orientale (oggi arcidiocesi di Kaifeng).
Il 3 dicembre 1924 fu rinominato in vicariato apostolico di Nanyang in forza del decreto Vicarii et Praefecti della Congregazione di Propaganda Fide.
Il 2 marzo 1933 cedette ancora porzioni del suo territorio a vantaggio dell'erezione della prefettura apostolica di Zhumadian (oggi diocesi).
Infine, l'11 aprile 1946 il vicariato apostolico è stato elevato a diocesi con la bolla Quotidie Nos di papa Pio XII.
Dopo la reintroduzione della liceità dei culti in Cina agli inizi degli anni ottanta del XX secolo, la situazione nella provincia dello Henan non è chiara. Nel 2000 c'era un solo vescovo "ufficiale" riconosciuto dal governo, mentre delle otto diocesi della provincia, solo quattro, tra cui Nanyang, avevano vescovi "clandestini".
Nel 1995 venne ordinato vescovo clandestino Joseph Zhu Baoyu, che diede le dimissioni per oltrepassati limiti di età nel 2010. Queste dimissioni furono accolte dal papa, che nel 2007 aveva provveduto a nominare un vescovo coadiutore, non riconosciuto dal governo, nella persona di Pietro Jin Lugang. Tuttavia il 30 giugno 2011 monsignor Zhu ha accettato, quasi novantenne, di diventare vescovo ufficiale della diocesi.
A seguito dell'accordo del 2018 tra la Santa Sede e la Repubblica popolare cinese sulla nomina dei vescovi, anche le autorità cinesi hanno riconosciuto la dignità episcopale di Pietro Jin Lugang, precedentemente ostacolato nelle sue attività pastorali, ed è potuta avvenire una cerimonia pubblica il 30 gennaio 2019 alla presenza di altri vescovi "ufficiali".
Nella diocesi opera la Congregazione di San Giuseppe, fondata nel 1920 da un sacerdote del P.I.M.E., e che oggi conta 116 religiose.

## Cronotassi dei vescovi
Si omettono i periodi di sede vacante non superiori ai 2 anni o non storicamente accertati.
- Jean-Henri Baldus, C.M. † (2 marzo 1844 - 23 settembre 1864[4] nominato vicario apostolico di Kiangsi)
  - Sede vacante (1864-1873)
- Simeone Volonteri, P.I.M.E. † (22 luglio 1873 - 21 dicembre 1904 deceduto)
- Angelo Cattaneo, P.I.M.E. † (15 giugno 1905 - 13 dicembre 1910 deceduto)
- Noè Giuseppe Tacconi, P.I.M.E. † (18 settembre 1911 - 20 novembre 1916 nominato vicario apostolico dell'Honan Orientale)
- Flaminio Belotti, P.I.M.E. † (14 giugno 1917 - 29 marzo 1938 dimesso)
- Pietro Massa, P.I.M.E. † (29 marzo 1938 - 19 febbraio 1978 deceduto)
  - Sede vacante
  - Joseph Jin De-chen † (1981 consacrato - 21 novembre 2002 deceduto) (vescovo clandestino)
  - Joseph Zhu Baoyu † (21 novembre 2002 succeduto - 2010 ritirato) (vescovo clandestino)
  - Peter Jin Lugang (2010 succeduto - 30 giugno 2011 nominato vescovo coadiutore) (vescovo clandestino)
  - Joseph Zhu Baoyu † (30 giugno 2011 - 7 maggio 2020 deceduto) (per la seconda volta, riconosciuto dal governo)
  - Peter Jin Lugang, succeduto il 7 maggio 2020 (per la seconda volta, riconosciuto dal governo)

## Statistiche
La diocesi nel 1950 su una popolazione di 4.025.000 persone contava 22.807 battezzati, corrispondenti allo 0,6% del totale.
| anno | popolazione | popolazione | popolazione | presbiteri | presbiteri | presbiteri | presbiteri                | diaconi | religiosi | religiosi | parrocchie |
| anno | battezzati  | totale      | %           | numero     | secolari   | regolari   | battezzati per presbitero | diaconi | uomini    | donne     | parrocchie |
| ---- | ----------- | ----------- | ----------- | ---------- | ---------- | ---------- | ------------------------- | ------- | --------- | --------- | ---------- |
| 1950 | 22.807      | 4.025.000   | 0,6         | 34         | 8          | 26         | 670                       |         |           | 38        | 1          |